# No me les puc treure del cap
No me les puc treure del cap (anomenat a la primera temporada No me la puc treure del cap) va ser un programa de televisió musical emès per TV3. El conductor del programa és Roger de Gràcia que pren el paper d'un investigador musical que cerca les claus de l'èxit de catorze cançons catalanes que formen part del repertori popular de la música en català. No me les puc treure del cap es basa en el programa noruec Landeplagge.

## Història
Es va emetre el primer programa de No me la puc treure del cap el dijous 21 d'octubre de 2010 en horari de màxima audiència i la primera temporada va ser plantejada en catorze en programes dedicats cadascun a una cançó. El gener de 2012 va iniciar la seva nova temporada, rebatejat com a No me les puc treure del cap, on dedicaven cada capítol a un tema diferent. El maig de 2012 va rebre el premi Ràdio Associació de Catalunya com a millor proposta audiovisual.

## Programes

### Primera temporada
1. L'Empordà – Sopa de Cabra
2. Viatge a Ítaca – Lluís Llach
3. El cant del Barça – Josep M. Espinàs, Jaume Picas, Manuel Valls Gorina
4. Boig per tu – Sau
5. Qualsevol nit pot sortir el sol – Jaume Sisa
6. Jo vinc d'un silenci – Raimon
7. El mig amic – Peret
8. Puff, el drac màgic –
9. Bon dia – Els pets
10. L'àguila negra – Maria del Mar Bonet
11. La dansa del sabre – La Trinca
12. Corren – Gossos
13. Per què he plorat? – Mar i cel
14. El meu avi – Josep Lluís Ortega Monasterio

### Segona temporada
1. Nadal[4]
2. Bon rotllo
3. Desamor
4. Cançó de l'estiu
5. Mort i espiritualitat
6. Festa i ball
7. Cançons per canviar el món
8. Amor
9. Televisió i Publicitat
10. Cançons per seduir
11. Cançons que curen
12. Cançons infantils
13. Cançons de Viatge